# Phân nhánh Tiberian của Command & Conquer

Vũ khí vệ tinh Ion Cannon của Global Defense Initiative

Nhánh Tiberian là một phân nhánh trò chơi chiến lược thời gian thực thuộc thương hiệu Command & Conquer của Westwood Studios và Electronic Arts. Các trò chơi của phân nhánh Tiberian là "vũ trụ" Command & Conquer "gốc", với trò chơi đầu tiên trong Command & Conquer: Red Alert , xê-ri lịch sử thay thế là một prequel cho trò chơi Tiberium đầu tiên, tuy nhiên sau đó EA đã quyết định rằng phân nhánh Red Alert sẽ là một chuỗi riêng biệt với nhánh Tiberium. Trong Command and Conquer: Tiberium Dawn, một vật chất ngoài Trái Đất được biết đến như là Tiberium được đưa đến Trái Đất thông qua một vụ va chạm thiên thạch trong thời gian đầu những năm 1990. Loại chất nguy hiểm này đã bắt đầu cho một cuộc chiến tranh leo thang giữa hai phe toàn cầu hóa, Global Defense Initiative của Liên Hợp Quốc, những người muốn ngăn chặn sự gia tăng của Tiberium vì lý do an toàn, và tổ chức bí ẩn và cổ xưa Brotherhood of Nod, những người coi Tiberium như là sự báo trước về một thời đại mới và là bước tiếp theo cho sự tiến hóa của nhân loại. 

## Các trò chơi trong phân nhánh
- Command & Conquer (1995) (Lưu ý: Trò chơi này được gọi là "Tiberian Dawn")
  - Command & Conquer: The Covert Operations (bản mở rộng) (1996)
  - Command & Conquer: Sole Survivor (1997)
- Command & Conquer: Tiberian Sun (1999)
- Command & Conquer: Tiberian Sun 2 (2000) (được công bố và hủy bỏ)
  - Command & Conquer: Tiberian Sun: Firestorm (bản mở rộng) (2000)
- Command & Conquer: Renegade (2002)
- Command & Conquer 3: Tiberium Wars (2007)
  - Command & Conquer 3: Kane's Wrath (bản mở rộng) (2008)
- Command & Conquer 4: Tiberian Twilight (2010)

## Lịch sử sản xuất

### Command & Conquer
Nguồn gốc của phân nhánh Tiberian cũng như thương hiệu C&C cũng được phát hành, có bổ sung thêm nhiệm vụ mới, bản đồ và âm nhạc với trò chơi gốc. Command & Conquer được biết đến dưới cái tên là Tiberian Dawn trong suốt cộng đồng fan hâm mộ C&C, và cũng được gọi như vậy bởi Westwood Studios trong các tập tin readme và một số câu hỏi thường gặp (FAQs) cho các trò chơi C&C tiếp theo của họ.
Các phiên bản của Command & Conquer cũng được phát hành cho Sega Saturn, PlayStation và Nintendo 64, tất cả đều có chứa các nhiệm vụ Covert Operations cũng như một gói nhiệm vụ Special Ops. Phiên bản Nintendo 64 của Command & Conquer cũng có độ họa 3D thay vì sprites. Trò chơi cũng là một trong những trò chơi đầu tiên được phát hành trên hai đĩa CD, thay vì một, cho phép chế độ chơi mạng giữa hai máy tính để được chơi với một bản copy duy nhất của trò chơi. 

#### Covert Operations
Covert Operations là một tiện ích bổ sung cho Command & Conquer gồm 15 nhiệm vụ mới cùng một số bài nhạc mới và bản đồ cho chế độ nhiều người chơi. Không giống như trò chơi gốc, các nhiệm vụ của Covert Operations có thể chơi bất cứ lúc nào và không theo bất kỳ thứ tự, nhưng không kèm theo các đoạn cắt cảnh thông báo nhiệm vụ. Bản tiện ích này bổ sung thêm 2 đơn vị mới cho trò chơi, và 15 nhiệm vụ mới có phần khó khăn hơn so với các chiến dịch của bản gốc. Bản tiện ích cũng có các tính năng các bài nhạc của phiên bản hệ điều hành DOS, bao gồm các bài nhạc đã vắng mặt trong phiên bản trên Windows 95 hoặc Gold Edition. Covert Operations lúc đầu là cần thiết để mở khóa các nhiệm vụ bí mật, mà sau này được kích hoạt bởi một miếng vá cho trò chơi gốc.

#### Sole Survivor
Command & Conquer: Sole Survivor là một phiên bản phụ của chế độ chơi mạng trong Command & Conquer gốc. Nó có phong cách Deathmatch mà trong đó mỗi người chơi điều khiển một đơn vị của trò chơi Command & Conquer gốc và đi khắp nơi trên đấu trường để thu các thùng đồ nhằm tăng hỏa lực, áo giáp, tốc độ, phạm vi tấn công và tốc độ nạp đạn của đơn vị họ điều khiển. Sole Survivor được thường được so sánh như là một trò bắn súng góc nhìn người thứ nhất, mặc dù nó có cách nhìn từ trên xuống của đấu trường. Nó không có chế độ chơi đơn và chế độ nhiều người chơi đã không có gợi ý về cốt truyện, và nó đã không có mặt trong Command & Conquer: The First Decade. 

### Command & Conquer: Tiberian Sun
Phát hành vào năm 1999 bởi Westwood Studios, Command & Conquer: Tiberian Sun được dự đoán là phần tiếp theo cho Command & Conquer gốc. Tiberian Sun được xây dựng trên engine 2D với địa hình theo quan điểm isometric cho phép thay đổi cao độ địa hình, sự năng động của ánh sáng do đó cho phép chu kỳ ngày/đêm, cũng như một số hiệu ứng đặc biệt như bão ion và sao băng. Tiberian Sun có các bản đồ với các thành phố cung cấp cho người chơi với các tùy chọn để che giấu lực lượng của họ và chiến đấu trong môi trường đô thị. Nhiều cấu trúc và các đơn vị thiết giáp đã được thiết kế với công nghệ voxel, mặc dù tất cả các đơn vị bộ binh vẫn dùng công nghệ sprites. Bản đồ địa hình trong Tiberian Sun có khả năng biến dạng và tương tác; bắn phá mặt đất bằng vũ khí gây nổ dẫn đến việc hình thành các hố với những độ sâu khác nhau, các cây cầu trong khu vực thành thị có thể bị phá hủy và xây dựng lại, và một số bãi Tiberium nhất định, có thể cố ý hoặc vô tình phát nổ, tất cả đều có tác động chiến lược về lối chơi.
Tiberian Sun đã được suy đoán là một trò chơi thể loại BattleMech do trước khi phát hành, người chơi có thể xem quảng cáo của trò chơi nằm trong đoạn cắt cảnh kết thúc của Command & Conquer gốc, trong đó giới thiệu rộng rãi một mẫu walker chiến đấu thử nghiệm (xuất hiện trong Tiberian Sun như đơn vị "Wolverine" của GDI) đang được thử nghiệm bởi Global Defense Initiative. Khi phát hành, TS vẫn chứng minh là tiếp tục sử dụng công thức trò chơi chiến thuật thời gian thực, tuy nhiên ba đơn vị walker được giới thiệu cho phe GDI ("Wolverine", "Titan", và "Mammoth Mk. II") đã thay thế xe jeep thông thường và xe tăng mà phe này đã sử dụng trong Command & Conquer gốc.
Các đoạn video chuyển động của game là khá khác biệt so với các trò chơi khác trong xê-ri. Trong khi Command & Conquer gốc và Command & Conquer: Red Alert được quay từ góc nhìn người thứ nhất, Tiberian Sun sử dụng cách quay điện ảnh truyền thống trong đó có các diễn viên nổi tiếng của Hollywood như nam diễn viên James Earl Jones và Michael Biehn.
Nhạc nền của TS một lần nữa đã được sáng tác bởi Frank Klepacki nhưng lại được pha trộn giữa nhạc công nghiệp/hip hop theo phong cách của bản gốc Command & Conquer với phong cách nhạc thất thường, chậm rãi do trò chơi được đặt trong một thế giới mà hệ sinh thái bị tàn phá bởi Tiberium và nhân loại ngày càng phải đối mặt với một tương lai không chắc chắn. Một đĩa CD của nhạc nền trong game cũng được phát hành.
Cốt truyện của Tiberian Sun là tiếp tục cuộc đấu tranh giành quyền thống trị thế giới giữa Global Defense Initiative và Brotherhood of Nod, cũng như cuộc đấu tranh của con người với Tiberium. Nhà lãnh đạo của Nod và là kẻ thù công chúng số 1 của GDI, Kane, bỗng trỗi dậy từ một cái chết giả gần 40 năm sau cuộc xung đột ban đầu, dẫn đến Second Tiberium War giữa Global Defense Initiative và Brotherhood of Nod. Chủ đề của game cũng nhắc đến câu hỏi xoay quanh việc tại sao Tiberium lại đến Trái Đất, với việc khám phá ra một con tàu vũ trụ của người ngoài hành tinh và một vật thể bí ẩn được gọi là Tacitus.
Tiberian Sun đã nhận được các đánh giá hỗn hợp. Sự chậm trễ khiến trò chơi mất gần bốn năm rưỡi để phát triển, và kết quả là các tính năng của trò chơi bị lỗi thời. Westwood Studios sau đó đã loại bỏ nhiều vấn đề hiệu suất và tạo sự ổn định của Tiberian Sun, và có thể tái sử dụng động cơ 2D của họ để sản xuất Command & Conquer: Red Alert 2.

#### Firestorm
Firestorm là bản mở rộng của Tiberian Sun, giới thiệu các nhiệm vụ mới cho mỗi phe với bối cảnh diễn ra sau kết thúc của chiến dịch GDI trong game chính. Firestorm cũng giới thiệu các đơn vị và cấu trúc mới cho cả hai phe và kể một câu chuyện trong đó GDI và Nod được cho thấy là bị buộc phải miễn cưỡng liên minh với nhau để đánh bại trí thông minh nhân tạo đã phản bội lại Nod, CABAL. Trước khi Command & Conquer 3: Tiberium Wars được phát hành vào năm 2007, cốt truyện của Firestorm là độc nhất trong xê-ri Command & Conquer khi nó là game đầu tiên minh họa chuỗi kết thúc chiến dịch của phe GDI và Nod diễn ra đồng thời, và cả hai đều được coi là cốt truyện chính thức. Ngược lại, chỉ có những hành động và sự kiện xảy ra trong các chiến dịch GDI được coi là câu chuyện chính trong suốt tất cả các trò chơi Command & Conquer khác, với các sự kiện được mô tả trong chiến dịch của Brotherhood of Nod được coi là cốt truyện thay thế.

### Command & Conquer: Renegade
Command & Conquer: Renegade là game bắn súng góc nhìn người thứ nhất, trong đó người chơi sẽ đóng vai trò của Nick "Havoc" Parker, một đặc công GDI trong cuộc chiến chống lại Nod. Trò chơi được thiết lập trong những tuần cuối cùng của câu chuyện mô tả trong Command & Conquer đầu tiên.
Engine của trò chơi, được gọi là "Renegade engine" hoặc "Westwood 3D", được tự phát triển bởi chính Westwood. Nó có thể hỗ trợ cơ chế vật lý trong thế giới thực và cho phép di chuyển liên tục từ trong nhà với môi trường ngoài trời. Trò chơi cũng đã dùng một trong những phương pháp tiếp cận khác thường nhất của thể loại FPS. Người chơi có thể tương tác với các đơn vị và cấu trúc của trò chơi Command & Conquer đầu tiên mà vẫn độc đáo và nguyên bản. Thông qua trò chơi, Havoc có thể xâm nhập và phá hủy công trình của đối phương bằng chất nổ C4, lái xe tăng khổng lồ, MRLSs và các loại phương tiện Command & Conquer cổ điển khác.
Chế độ chơi mạng đã mở rộng các khái niệm này hơn nữa, khiến cho trò chơi FPS này nhiều kết cấu của RTS. Ví dụ, người chơi sẽ được cấp một ngân sách để mua các nhân vật đặc biệt và xe. Hai người chơi cũng có thể điều khiển một chiếc xe duy nhất với một người thì điều triển và người kia là pháo thủ. Người chơi cũng có thể sử dụng các siêu vũ khí nổi tiếng là Ion Cannon hoặc Nuclear Warhead. Phá hoại các tòa nhà cụ thể của đối phương làm suy yếu họ đều phụ thuộc vào mục đích của các tòa nhà như là làm tê liệt nguồn điện, thu thập Tiberium, công trình phòng thủ, hoặc khả năng sản xuất các đơn vị. Mục tiêu cuối cùng là để tiêu diệt căn cứ của đối phương.
Trò chơi cũng không phải là không có những thiếu sót. Các nhà phê bình đã chỉ ra việc các hình ảnh mờ nhạt, AI nghèo nàn và hệ thống trực tuyến "laggy" là các lý do tại sao nó không được phổ biến. Tuy nhiên, các vấn đề như vậy đã được sửa và trò chơi có trung bình tới 50 máy chủ, và lên đến 450 người chơi trực tuyến tại bất kỳ thời điểm. Mạng lưới Renegade hiện được điều hành bởi Strike Team và Black-hand Studios, cộng tác với EA.

### Command & Conquer: Renegade 2 (huỷ)
Command & Conquer: Renegade 2 là một trò chơi bắn súng góc nhìn người thứ nhất khác sử dụng một phiên bản cập nhật của engine "Westwood 3D". Renegade có 2 phiên bản: Phiên bản đầu tiên của Renegade 2, đã được soạn thảo như là một kết nối của Red Alert 2 với Command & Conquer. Tuy nhiên, điều này đã bị hủy bỏ do sự nổi tiếng của Red Alert 2 nên trò chơi chuyển sang bối cảnh của Yuri's Revenge. Cốt truyện kể về một tư lệnh của Xô Viết tấn công Mỹ để trả thù cho danh dự của Thủ tướng Romanov. Hầu hết các đơn vị thiết kế trong trò chơi đều dựa trên phong cách Red Alert 2 nhưng Light Tank của Đồng Minh và Hind Gunship của Xô Viết trong Red Alert cũng có mặt.

### Command & Conquer: Continuum(huỷ)
Command & Conquer: Continuum là game MMOFPS thứ hai của Westwood phát triển trên engine "Westwood 3D", thiết lập trong vũ trụ Tiberian. Nó đã bị hủy bỏ, do sự chấm dứt của Westwood Studios vào năm 2003. Như đã nói bởi Adam Ishmael 'Isgreen và Rade Stojsavljevic, nó được cho là game MMORPG non-stand-and-swing, gồm:
- Minh họa "vùng khủng hoảng", đường bay hubbed, và những trận đánh boss theo kịch bản và rất nhiều ý tưởng khác trong các trò chơi MMORPG khác.
- GDI, Nod, Mutants và CABAL. Scrin được thêm vào sau đó. Một nửa khu ngầm của Los Angeles, Khu vực 51, đảo Dino, sân bay Newark, một thành phố của người đột biến, và các địa điểm khác.
- Một chuyển động và phát triển trên thế giới Tiberian, nơi mà các người chơi có thể đóng một vai trò lớn trong toàn bộ câu chuyện.

### Command & Conquer 3: Tiberium Wars
Command & Conquer: Tiberium Wars là tiêu đề của trò chơi thứ ba trong câu chuyện Tiberian. Sau nhiều năm lưu hành những tin đồn rằng Westwood Studios đã làm việc trên một trò chơi Tiberian mới-tin đồn đã được thúc đẩy bởi một số ảnh khái niệm nghệ thuật bị rò rỉ được đăng trên Internet bởi một nghệ sĩ đã từng làm việc tại Westwood, các cuộc phỏng vấn với Louis Castle cũng như áp phích của ảnh khái niệm nghệ thuật của C&C 3 trong bộ sưu tập game The First Decade-EA cuối cùng công bố vào ngày 18 tháng 4 năm 2006 là trò chơi thứ ba trong series C & C đang trong giai đoạn phát triển.
Trước khi có thông báo này, người hâm mộ gọi đã dự đoán trò chơi thứ ba trong xê-ri có tên là "Tiberian Twilight", vì nó đã được phát hiện ra rằng http://www.tiberiantwilight.com Lưu trữ ngày 29 tháng 9 năm 2007 tại Wayback Machine đã được đăng ký bởi Westwood và vẫn dẫn đến trang web của EA cho Command & Conquer. Trang web chính thức là: http://www.ea.com/commandandconquer/.
Những cảnh chụp đầu tiên của Command & Conquer 3: Tiberium Wars ra mắt trên chương trình Game Head của SpikeTV vào ngày 19 tháng 8 năm 2006 lúc nửa đêm. Command & Conquer 3: Tiberium Wars cuối cùng ra mắt vào ngày 28 tháng 3 năm 2007.

#### Command & Conquer 3: Kane's Wrath
Bốn tháng sau khi phát hành Tiberium Wars, một bản mở rộng đã được công bố với tên gọi Kane's Wrath, được phát hành vào ngày 26 tháng 3 năm 2008 cho PC và 24 tháng 6 năm 2008 cho Xbox 360. Trong chiến dịch, người chơi giữ vai trò của LEGION, một trí thông minh nhân tạo cao cấp của Nod được tạo ra từ phần còn lại của CABAL, AI của Nod đã nổi loạn trong các sự kiện của Tiberian Sun: Firestorm.
Trò chơi thuộc thể loại "Risk-on-steroids", khi mà người chơi di chuyển quân đội của họ trên toàn thế giới. Các trận đánh thực tế được chiến đấu với lối chơi truyền thống của xệ-ri Command & Conquer. Phần chơi chiến dịch lấy bối cảnh trong hai thập kỷ nói về các câu chuyện hậu trường phía sau của Nod từ sau kết thúc của Firestorm Crisis đến 5 năm sau Third Tiberium War.

### Command & Conquer 4: Tiberian Twilight
Command & Conquer 4: Tiberian Twilight là trò chơi thứ 4 và cuối cùng của phân nhánh Tiberian liên quan đến Kane, nhưng không phải là toàn bộ vũ trụ. Sau nhiều tháng đồn đại về việc EA Los Angeles làm việc trên một trò chơi Tiberian mới-tin đồn đã được thúc đẩy bởi một cuộc khảo sát được tạo ra bởi Electronic Arts có liên quan đến Command & Conquer 4. Nó là game đầu tiên trong xê-ri Tiberian và thứ hai trong dòng game Command & Conquer có hệ thống Co-Operative Campaign, cũng như các đơn vị mới, và một hệ thống kinh nghiệm sẽ cho phép mua các đơn vị và khả năng mới dựa trên điểm kinh nghiệm. Command & Conquer 4 đã được chính thức công bố vào ngày 9 tháng 7 năm 2009, và đã phát hành vào ngày 16 tháng 3 năm 2010 độc quyền cho Microsoft Windows. Tên gọi "Tiberian Twilight" đã chính thức được công bố tại CommandCom, một sự kiện tư nhân tại GamesCom vào ngày 21 tháng 8 năm 2009 diễn ra sau Cuộc thi "Name the Game" có liên quan đến việc người hâm mộ gửi đề nghị của họ về tên gọi cho Command & Conquer 4.
Đoạn trailer đầu tiên của Command & Conquer 4: Tiberian Twilight đã được chiếu trên GameTrailers vào ngày 24 tháng 7 năm 2009.
Lối chơi của Tiberian Twilight là khác biệt so với các trò chơi khác trong xê-ri với việc loại bỏ các yếu tố truyền thống như thu hoạch tài nguyên cũng như các thanh bên đã được thay thế bằng một "thanh dưới" như trong Command & Conquer: Generals. Yếu tố xây dựng công trình cũng đóng một vai trò nhỏ khi mà trong game khi nó được thay thế bởi một đơn vị mới được gọi là Crawler có vai trò như một căn cứ di động cho tất cả các lớp ngoại trừ lớp phòng thủ là lớp duy nhất có thể xây dựng công trình. Giới hạn dân số cũng có trong trò chơi mặc dù nó chưa bao giờ được sử dụng trong bất kỳ trò chơi C&C khác ngoại trừ phiên bản Xbox 360 của Tiberium Wars và Kane's Wrath cũng như giới hạn dân số ẩn trong phiên bản N64 của Command & Conquer đầu tiên.

## Cách chơi

Biểu tượng ban đầu của Global Defense Initiative

Gameplay của xê-ri dựa trên trò chơi trước của Westwood là Dune II, trong đó người chơi không đóng vai trò của bất kỳ cá nhân nào trên màn hình mà thay vào đó đóng vai trò của một tư lệnh người giám sát các hoạt động quân sự trên chiến trường từ xa thông qua một thực thể AI hư cấu được gọi là "Electronic Video Agent" (EVA), cho phép người chơi xây dựng căn cứ và triển khai lực lượng.
Căn cứ được xây dựng thông qua một cơ chế tương lai và ít được giải thích, theo đó tòa nhà được xây dựng ngoài màn hình và sau đó được triển khai từ xa tại các vị trí mong muốn. Có một ngoại lệ là Construction Yard-trung tâm của các hoạt động cơ bản-chịu trách nhiệm xây dựng các công trình khác. Construction Yard không thể được xây dựng trực tiếp mà thay vào đó phải được triển khai từ một đơn vị được gọi là Mobile Construction Vehicle.
Căn cứ chịu trách nhiệm sản xuất của tất cả các đơn vị quân sự - lính, xe, máy bay. Những nỗ lực này được tài trợ bởi chất Tiberium có tác dụng như nguồn tài nguyên tự tái sinh có thể được tinh chế thành tiền cho các bên tương ứng để tài trợ cho nỗ lực chiến tranh của họ. Người chơi do đó phải tạo ra các nhà máy lọc và sử dụng xe thu hoạch để thu thập các nguồn tài nguyên từ bãi quặng Tiberium trên bản đồ trong game.
Trong trò chơi thì người chơi có thể lựa chọn giữa hai chiến dịch, mỗi cái tương ứng với một trong hai phe Global Defense Initiative hoặc Brotherhood of Nod. Chiến dịch này bao gồm một chuỗi các nhiệm vụ, với các mục tiêu được chi tiết trong một đoạn phim cắt cảnh diễn ra trước khi nhiệm vụ bắt đầu. Trong Command & Conquer gốc, người chơi được đề cập trực tiếp bởi các nhân vật game (bao gồm cả EVA). Ngược lại, trong Tiberian Sun người chơi được mô tả như là một nhân vật trên màn hình và các cuộc giao ban nhiệm vụ chủ yếu được mô tả một cách thụ động, mặc dù trong nhiều trường hợp EVA liên lạc người chơi trực tiếp trong các đoạn cắt cảnh riêng biệt. Thông thường các chiến dịch là riêng biệt và không cùng tồn tại. Nhưng từ bản mở rộng Firestorm của Tiberian Sun đến Tiberium Wars thì chúng thực sự gắn bó với nhau.
Ngoài các chi tiết mục tiêu của nhiệm vụ, các đoạn cắt cảnh đều theo cốt truyện tổng thể, mặc dù trong nhiều trường hợp cả hai chỉ là một và giống nhau.

## Cốt truyện

### First Tiberium War: Tiberian Dawn
Cốt truyện của xê-ri là kể về một cuộc chiến tranh leo thang giữa một tổ chức xã hội có quy mô quốc tế là Brotherhood of Nod, dẫn đầu bởi một nhà lãnh đạo tự bổ nhiệm và uy tín chỉ được biết đến như là Kane, và Global Defense Initiative, một nhóm được thành lập và tài trợ quân sự bởi Liên Hợp Quốc. Trong Command & Conquer, các sự kiện diễn ra trong thời gian này được gọi là First Tiberium War, hai phe phái chính tham gia trong cuộc xung đột đã được mô tả như sau bởi EVA:
"Thành lập bởi Liên Hợp Quốc, Global Defense Initiative có một mục tiêu: Loại trừ chủ nghĩa khủng bố đa quốc gia trong nỗ lực để bảo vệ tự do."

"Brotherhood of Nod, một tổ chức xã hội cổ đại và bí mật, duy trì mối quan hệ mạnh với hầu hết các tổ chức khủng bố toàn cầu. Được chỉ huy bởi người đàn ông này, chỉ được biết đến là Kane, mục tiêu lâu dài của Nod là không rõ. Tuy nhiên, các hoạt động gần đây bao gồm: mở rộng hành vi vào các quốc gia bị tước quyền bầu cử, đầu tư khối lượng lớn vào thị trường thương mại toàn cầu, và thao túng mạnh mẽ các phương tiện truyền thông đại chúng quốc tế.
EVA tiếp đó giải thích bản chất của chất Tiberium mà cốt truyện của game xoay quanh một cách gián tiếp:
"Những nỗ lực này đang bị nghi ngờ là được tài trợ bởi Nod để truy cập số lượng lớn quặng Tiberium. Tiberium tiếp tục làm bối rối cộng đồng khoa học, hấp thụ khoáng chất dưới lòng dất và các chất dinh dưỡng trong đất như một miếng bọt biển. Kết quả cuối cùng của quá trình hút đặc biệt này là sự hình thành của tinh thể Tiberium, giàu khoáng chất và có sẵn để thu thập ở mức chi phí khai thác mỏ tối thiểu."
Trong một cuộc họp báo sau đó, EVA việc cung cấp nhiều thông tin và phát hiện mới liên quan đến Tiberium: 
"Tiberium được đặt tên theo sông Tevere ở Ý, nơi nó lần đầu tiên được phát hiện. Hiện nay có hơn 200 khu vực của Trái Đất bị ảnh hưởng bởi quặng Tiberium. Tiberium có vẻ như được lây lan bằng phương tiện không rõ. Chúng ta biết rằng Tiberium không chỉ hút các nguyên tố từ đất, nhưng nó dường như cũng hút chất dinh dưỡng quan trọng từ tất cả các dạng sống trên hành tinh. Con người tiếp xúc với Tiberium là cực kỳ độc hại và thường gây tử vong. Phơi nhiễm nên tránh."
Ngoài ra, trong một cuộc phỏng vấn trên truyền hình, một chuyên gia Tiberium lập dị là Tiến sĩ Ignatio Mobius giải thích Tiberium với người dẫn chương trình:
"Phân tử Tiberium là một nguyên tố không dựa trên carbon, xuất hiện với phẩm chất mạnh mẽ, cùng với năng lượng cộng hưởng không thể đảo ngược!Với xu hướng phá vỡ carbon dựa trên cấu trúc phân tử, cùng với các hạt positron và hạt bất bình đẳng không mạch lạc quỹ đạo vào góc toạ độ thứ nhất, thứ hai và thứ chín. Các khả năng của Tiberium...! là vô hạn!"
Trong khi hầu hết chỉ là suy đoán kĩ thuật, không chính xác, hoặc hư cấu, lời giới thiệu này đơn giản chỉ là vô nghĩa, và các khả năng và hoạt động của Tiberium được hoàn toàn định nghĩa lại trong Tiberium Wars: 
Tiberium là một mạng lưới dày đặc "proton năng động" được tổ chức với nhau bằng các hạt nặng kỳ lạ. Khi Tiberium tiếp xúc với vật chất khác, các hạt nặng ngẫu nhiên va chạm với hạt nhân của vật chất mục tiêu, đập vỡ nó ra từng mảnh (trong trường hợp của hạt nhân nhỏ hơn) hoặc từng bước loại bỏ proton hay neutron (trong trường hợp của hạt nhân nặng hơn). Tiberium chiếm một phần nhỏ các proton được phóng ra trong quá trình va chạm và kết hợp chúng thành các cấu trúc riêng của nó, do đó vật chất biến đổi thành Tiberium. Bất cứ khi nào một trong những hạt nặng muon hay tauon-va chạm với một hạt nhân nguyên tử, phân hạch xảy ra, với kết quả là sự sản xuất bức xạ alpha, beta, và gamma cũng như các dạng khác của bức xạ điện từ (như tia hồng ngoại). Trong quá trình biến đổi, hạt nhân mà Tiberium đã tiếp xúc với có thể được thay đổi thành các hạt nhân với (thường là ít hơn) số lượng các proton hoặc neutron khác nhau.— Mike Verdu, sống chung với Tiberium
Trong một đoạn phim cắt cảnh trong Command & Conquer, sau khi biết về sự độc hại của Tiberium đối với sinh thái và nhân văn:
"Tiberium là một dạng sống mới. Rất đơn giản, nó có vẻ thích ứng với địa hình, tán lá và môi trường của Trái Đất cho phù hợp với tính chất ngoài hành tinh của riêng nó. Nếu đây là trường hợp đó, thưa các quý bà và quý ông, chúng ta đang đối mặt với một kẻ giết người vược xa hầu hết các cơn ác mộng hỗn loạn của chúng ta. Kkhông phải là quá đáng khi nói rằng tương lai của toàn bộ hành tinh có thể bị lâm nguy. Xin Chúa hãy thương xót cho linh hồn chúng ta."
Tiberium không bao giờ được giải thích đầy đủ trong xê-ri, và là liên tục được bao vây trong một bí ẩn vốn chỉ tăng thêm khi cốt truyện diễn tiến trong suốt các trò chơi Command & Conquer tiếp theo.
Trong chiến dịch của Global Defense Initiative, First Tiberium War kết thúc khi ngôi đền của Kane ở Sarajevo bị phá hủy bởi cuộc tấn công cuối cùng của GDI. Chiến dịch của Brotherhood of Nod thì kết thúc với chiến thắng của Nod ở châu Phi trước GDI, tuy nhiên xê-ri công nhận chiến thắng của GDI là cốt truyện chính trong Command & Conquer: Tiberian Sun, trong đó mô tả Second Tiberium War. Bản mở rộng Covert Operations với các nhiệm vụ khác nhau cho thấy chiến dịch của cả hai phe đồng thời xảy ra. Khi kết thúc cuộc xung đột, GDI đã giành chiến thắng ở châu Âu bằng cách chiếm và phá hủy Temple of Nod với sự trợ giúp của Ion Cannon. Để ngăn chặn sự mất kiểm soát của Nod ở châu Phi, người chơi phải chỉ huy một đội tấn công của Nod phá hủy một trung tâm thông tin liên lạc tiên tiến nằm ở đâu đó trên lục địa để đảm bảo rằng GDI không lấy lại được ưu thế. Một nhiệm vụ khác như "Infiltration" cho thấy một nỗ lực của GDI để triển khai trở lại vào khu vực do Nod kiểm soát ở châu Phi khi địa điểm diễn ra nhiệm vụ này là ở Đông Sudan.

### Second Tiberium War: Tiberian Sun
Second Tiberium War bắt đầu vào năm 2030 khi Kane (người được cho là đã chết sau thất bại của Nod trong Command & Conquer) lại xuất hiện trong một buổi phát sóng trực tiếp cho Tướng James Solomon (James Earl Jones) trên trạm không gian GDSS Philadelphia.
Trong khi đó, Tiberium đã tàn phá thế giới trong 35 năm và đã phát triển thành nhiều biến thể, gây đột biến hệ động thực vật và buộc con người phải di chuyển đến các vùng cực, nơi mà sự lây lan của Tiberium bị chậm lại do cái lạnh và điều kiện khô hạn. Nhiều khu vực trên khắp hành tinh đã bước vào quá trình sa mạc hóa, và các tài nguyên thiên nhiên khác với Tiberium không còn tồn tại. Theo kết quả của sự lây lan Tiberium, dân số thế giới đang giảm ở mức báo động. Nhiều quốc gia, cũng như Liên Hợp Quốc, chấm dứt sự tồn tại. Các quốc gia khác vẫn còn tương đối nguyên vẹn không bị chạm đến bởi Brotherhood of Nod và Tiberium cũng đã bắt đầu hợp nhất với GDI. Trong khi trên giấy tờ vẫn có các quốc gia riêng biệt nhưng trên thực tế GDI đang trở thành một nhà nước quân sự và chính trị hợp nhất trên toàn cầu.
Ngoài những vấn đề đơn giản là chiến đấu chống sự lây lan của Tiberium, GDI cũng phải để đối phó với sự tái xuất hiện của Kane, người đã cùng với một nhóm người trung thành với mình thống nhất lại Brotherhood of Nod, vốn bị chia rẽ kể từ sau sự kết thúc của First Tiberium War. Sự thống nhất của Brotherhood đã tạo ra một cuộc cách mạng trên toàn cầu, cung cấp một hy vọng mới cho những người bị ảnh hưởng tồi tệ nhất bởi Tiberium, không phải dưới hình thức của một lời hứa là sẽ loại bỏ được Tiberium (được chứng minh gây tử vong cho nhiều người đột biến trong những thế hệ mới), nhưng trong hình thức của sự thích ứng và đồng hóa với hệ sinh thái Tiberium. Một cuộc chiến thứ hai để giành quyền thống trị thế giới ngay lập tức xảy ra và là một chuyển biến quan trọng trong lịch sử của vũ trụ Tiberian vì nhiều lý do: sự phát hiện của một con tàu vũ trụ của người ngoài hành tinh (vốn trên thực tế được bí mật xây dựng bởi Nod dưới sự chỉ huy của chính Kane), vai trò của người đột biến Forgotten, việc tạo ra các loại vũ khí nguy hiểm và mạnh mẽ hơn như đầu đạn sinh học chứa Tiberium, và trên tất cả, sự khám phá ra một vật thể có nguồn gốc bí ẩn được gọi là "Tacitus". Cuộc xung đột cuối cùng đã trở thành quy mô trên toàn thế giới, và người chơi được đưa đến các chiến trường trong các khu vực khác nhau của thế giới như Na Uy, Vương quốc Anh, Ai Cập, México, Hoa Kỳ,... Second Tiberium War cuối cùng đã kết thúc với cuộc chiến cuối cùng tại Cairo trong đó Kane cố gắng khởi động một MIRV- ICBM vào bầu khí quyển để lây lan Tiberium trên khắp hành tinh. Tuy nhiên, cuối cùng GDI đánh bại Nod ở Cairo và Kane được cho là bị giết bởi Tư lệnh McNeil. 

#### Firestorm
Firestorm bắt đầu ngay sau kết thúc của Second Tiberium War, khi tàu Kodiak của GDI gặp tai nạn trong một cơn bão ion ngay sau khi rời Cairo với Tacitus trên tàu. Tất cả phi hành đoàn (ngoại trừ Tư lệnh McNeil) đều bị giết. Sự hủy diệt của Kodiak và sự gia tăng hoạt động của bão ion đã cắt dứt liên lạc của trạm không gian GDSS Philadelphia với lực lượng GDI trên hành tinh. Tướng Paul Cortez của GDI, chỉ huy của căn cứ Southern Cross đã kích hoạt giao thức Firestorm Protocol và đã tạm thời nắm quyền chỉ huy GDI cho đến khi liên hệ có thể được tái lập với Philadelphia. Sau thất bại của Nod, GDI tiếp tục chiến đấu với lực lượng còn lại của Nod, những người một lần nữa rơi vào tình trạng không có người lãnh đạo và vô vọng. Cuối cùng, hệ thống máy tính AI của Nod là CABAL khi được kích hoạt trở lại, đã phản bội lại chính Nod, và bắt đầu xây dựng một quân đội người máy và tấn công dân thường. GDI và Nod sau đó tiến hành ngưng bắn và liên minh với nhau để tiêu diệt CABAL. Tuy nhiên, hình như CABAL chưa thực sự bị phá hủy. Câu chuyện của Firestorm là game đầu tiên trong xê-ri Command và Conquer có tất cả các màn chiến dịch là một câu chuyện duy nhất, trái với hai kết thúc khác nhau đặc trưng trong các trò chơi khác.

### Third Tiberium War: Tiberium Wars
Câu chuyện của Command & Conquer 3: Tiberium Wars bắt đầu vào năm 2047, khoảng 16-17 năm sau các sự kiện của Firestorm. Trong khi cuộc xung đột giữa GDI và Nod có vẻ đã giảm xuống đáng kể từ đó, sự phá hoại của Tiberium đã bắt đầu đạt đến mức độ nghiêm trọng và tiếp tục tiêu diệt các hệ sinh thái của Trái Đất ở mức báo động, khiến GDI phân thế giới thành ba khu vực địa lý khác nhau dựa trên mức độ phá hoại của từng địa phương. 30% bề mặt của thế giới đã được chỉ định là "Khu đỏ" (Red Zone), đã bị ô nhiễm tồi tệ nhất và còn có thể không còn hỗ trợ con người hay nói cách khác là dạng sống dựa trên carbon. 50% các vùng trên thế giới đã được chỉ định là "Khu vàng" (Yellow Zone), đó là vùng nguy hiểm chưa bị ô nhiễm nặng bởi Tiberium nhưng lại chứa hầu hết dân số thế giới. Nhiều thập kỷ chiến tranh và bất ổn dân sự đã để lại những khu vực này trong tình trạng xã hội sụp đổ và đã tiếp tục cung cấp Brotherhood of Nod cơ hội để che giấu cũng như tuyển dụng nhân lực quy mô lớn trong những năm qua. Còn lại 20% bề mặt của Trái Đất là không bị ảnh hưởng bởi Tiberium và là tương đối nguyên vẹn bởi không bị chạm đến bởi chiến tranh. Những "Khu xanh" (Blue Zone) được xem là nơi ẩn náu cuối cùng và hy vọng của thế giới văn minh của con người và đã được đặt dưới sự bảo vệ trực tiếp của Global Defense Initiative.
Tháng 3 năm 2047, Brotherhood of Nod bất ngờ bắn tên lửa hạt nhân vào trạm quỹ đạo không gian GDSS Philadelphia của GDI, phá huỷ điểm tựa của hệ thống chỉ huy của GDI trong một trận đánh lớn duy nhất, sau khi chiếm lấy hệ thống GDI A-SAT tại Trung tâm không gian Goddard trong một cuộc đột kích bất ngờ. Kể từ khi kết thúc Second Tiberium War, Nod đã âm thầm xây dựng ảnh hưởng và tiềm năng quân sự của mình vào trạng thái của một siêu cường, và bằng cách thực thi sự ổn định, trợ giúp y tế và sự căm ghét chống GDI và Blued Zone từ bên trong lãnh thổ Yellow Zone, Brotherhood được hỗ trợ bởi một tỷ lệ đáng kể của dân số thế giới của. Không chuẩn bị để xử lý các cuộc tấn công phối hợp lãnh đạo bởi quân xung kích của Nod trên toàn thế giới, phần còn lại của quan chức chính trị và quân sự của Global Defense Initiative lãnh trách nhiệm và bắt đầu tập hợp tất cả các lực lượng thường trực của mình, quyết tâm thay đổi tình thế và đạt được một chiến thắng mới trước Nod. Sau này trong chiến dịch phản công GDI đã mở một cuộc tấn công vào ngôi đền chính của Nod được xây dựng lại ở Sarajevo. Tướng Granger lên kế hoạch bao vây cho đến khi Kane và Inner Circle đầu hàng, nhưng Giám đốc GDI là Redmond Boylera lệnh sử dụng Ion Canon vaò Temple Prime để loại bỏ mối đe dọa của Kane "một lần và mãi mãi". Khi Ion Canon được triển khai bất chấp sự phản đối của Granger, nó kích nổ quả bom chất lỏng Tiberium bên trong ngôi đền, tạo ra một vụ nổ lớn phóng ra ngoài không gian và giết chết hàng triệu người ở Yellow Zone thuộc Đông Âu. Ngay sau sự kiện thảm khốc này, lực lượng ngoài hành tinh, chỉ được biết đến như là Scrin, đột nhiên bước vào trận chiến và thay đổi bản chất của Third Tiberium War hoàn toàn. Tại thời điểm này trong các chiến dịch Nod, Kane, người đã thoát chết bằng cách nào đó, tiết lộ rằng ông cố tình bắt đầu cuộc chiến với GDI để kích động cuộc tấn công bằng Ion Canon vào Temple Prime qua đó kích nổ quả bom Tiberium với sức mạnh đủ để thu hút Scrin đến Trái Đất. Scrin bắt đầu xây dựng các tòa tháp khổng lồ trên bề mặt của Trái Đất. GDI đã tiêu diệt hầu hết các tòa tháp và đánh lui Scrin, nhưng Nod đã bảo vệ tòa tháp cuối cùng ở Ý và kiểm soát nó. Khi tòa tháp duy nhất được hoàn thành, nó trở thành bất khả xâm phạm với tất cả các hình thức vũ khí được biết đến của con người. Sau khi hoàn thành tòa tháp cuối cùng, Scrin rời khỏi Trái Đất và lên kế hoạch xâm lược trở lại với một lực lượng lớn hơn.
Không giống như các trò chơi trước của Command và Conquer, cốt truyện của các phe phái trong Tiberium Wars có vẻ gắn bó với nhau giống như cốt truyện của Firestorm. Trong chiến dịch của một phe, các tài liệu tham khảo được thực hiện với các sự kiện và nhiệm vụ đã xảy ra trong các chiến dịch của các phe phái khác, do đó các sự kiện trong tất cả các chiến dịch đều là cốt truyện chính. Ví dụ, sau khi hoàn thành nhiệm vụ Nod Temple Prime Mission thì FMV cho thấy việc phá hủy Temple Prime bởi GDI Ion Cannon, là một nhiệm vụ có thể chơi trong chiến dịch của GDI.

### Fourth Tiberium War: Tiberian Twilight
Câu chuyện của Command & Conquer 4: Tiberian Twilight diễn ra vào năm 2077, 30 năm sau khi các sự kiện của Tiberium Wars (dẫn tới cuộc xâm lược và thất bại của Scrin), và 15 năm sau sự kiện cuối cùng của Kane's Wrath (khi mà Kane đã lấy lại Tacitus). Trong khoảng thời gian này, Tiberium đã phát triển và đang lây lan với tốc độ sẽ khiến hành tinh trở thành không thể ở được vào năm 2068 . Tại thời điểm khủng hoảng, lãnh đạo của Brotherhood of Nod, Kane, thẳng tiến tới trụ sở của Global Defense Initiative, với hy vọng bằng cách sử dụng Tacitus và các nguồn lực của GDI để xây dựng một Tiberium Control Network trên toàn thế giới, cho phép sự lây lan của Tiberium được kiểm soát, cũng như biến nó thành một nguồn năng lượng rẻ tiền. Chiến dịch bắt đầu vào 15 năm sau sau sự liên minh giữa Nod và GDI khi những kẻ cực đoan từ cả hai phe đã gây ra tình trạng bất ổn, dẫn tới khởi nguồn của Fourth Tiberium War. Tiberian Twilight được thiết lập để là kết thúc câu truyện của Kane trong vũ trụ Tiberium, mặc dù toàn thể vũ trụ sẽ tiếp tục tồn tại .

### Mối liên kết với các trò chơi thuộc phân nhánh Tiberian
Westwood Studios thiết kế Command & Conquer: Red Alert là để giải thích cho Command & Conquer: Tiberian Dawn  và phân nhánh Tiberian.

Kane (đang đứng) cố vấn cho Joseph Stalin (chính giữa), với Nadia (bên trái) và Gradenko (bên phải

Trong diễn biến chiến dịch của Xô Viết, Kane được cho thấy là xuất hiện một cách không thường xuyên như là một cố vấn bí mật của Joseph Stalin, và cốt truyện ngụ ý rằng Kane trong thực tế là người gây ra cuộc chiến tranh thế giới giữa Liên Xô và các quốc gia Đồng Minh để tiếp tục các mục tiêu lâu dài của Brotherhood of Nod . Thực vậy, Nadia, người đứng đầu của NKVD, người tình của Stalin và rõ ràng là một thành viên bí mật của Brotherhood vào những năm 1950, chỉ thị người chơi "giữ hòa bình" cho đến khi Nod làm "tê liệt Liên Xô trong thập niên 1990" ngay sau khi kết thúc chiến dịch của Xô Viết trong Red Alert . Tuy nhiên Kane bắn chết Nadia và tuyên bố với người chơi rằng "Ta chính là tương lai" . Hơn nữa, trong đoạn phim thứ năm của chiến dịch Đồng Minh, theo tin tức báo cáo về việc Đồng minh để mất Hy Lạp là họ đột nhiên nghe nói rằng Liên Hợp Quốc đang trong quá trình thành lập một lực lượng đặc biệt nhằm ngăn chặn xung đột toàn cầu trong tương lai . Lực lượng đặc nhiệm này được biết với tên gọi "Special Operations Group Echo: Black Ops 9"-chính là tiền thân của Global Defense Initiative là tổ chức cùng với Brotherhood of Nod là một trong hai phe phái chính của phân nhánh Tiberian.
Một giả thuyết gây tranh cãi nhằm giải quyết các lỗi thời gian tồn tại giữa Command & Conquer: Tiberian Dawn và Command & Conquer: Red Alert 2 là xem xét Red Alert 1 là nguồn gốc của hai cốt truyện song song. Nếu chiến dịch của Xô Viết được hoàn thành trong Red Alert 1, Liên Xô sẽ nổi lên như là thế lực chi phối Á-Âu và Kane cùng Brotherhood of Nod sau đó sẽ kiểm soát đế chế mới này. Ngược lại, nếu chiến dịch Đồng Minh được hoàn thành, Đồng Minh sẽ chiến thắng và sẽ dẫn đến những sự kiện của Red Alert 2 (mặc dù Red Alert 2 đã hoàn toàn bỏ qua bất cứ điều gì có thể kết nối nó với phân nhánh Tiberian). Theo nhà cựu thiết kế của C&C là Adam Isgreen,Tiberian Dawn trong thực tế là diễn ra sau kết thúc của chiến dịch Đồng Minh trong Red Alert , trong khi Red Alert 2 và Yuri's Revenge diễn ra trong một vũ trụ song song thứ hai, được tạo ra bởi một nỗ lực mới để làm thay đổi lịch sử trong "Tiberian Incursion"  vốn là một phiên bản của Command & Conquer 3 do Westwood Studios đã bị ngưng phát triển . Isgreen cũng ngụ ý rằng Nikola Tesla có thể đã vô tình có trách nhiệm trong việc thu hút sự chú ý của Scrin qua cuộc thí nghiệm của ông, và vì thế đã dẫn đến sự xuất hiện của Tiberium trên Trái Đất .

Hình ảnh nhìn thấy vào lúc kết thúc của việc cài đặt Red Alert trên (Windows 95). Lời lấy từ cuốn tiểu thuyết Nineteen Eighty-Four của George Orwell (câu trên có nghĩa là "Người kiểm soát quá khứ, chỉ huy tương lai - người chỉ huy tương lai, chinh phục quá khứ)

Khi Command & Conquer: The First Decade được phát hành vào tháng 2 năm 2006, Electronic Arts đã thông qua chính sách xem xét thương hiệu C&C bao gồm ba vũ trụ khác biệt, với quyết định này đã rõ ràng vi phạm các kết nối cốt truyện giữa Red Alert và Tiberian Dawn của Westwood Studios. Với việc Command & Conquer 3: Tiberium Wars phát hành vào tháng 3 năm 2007, Electronic Arts công bố một tài liệu trong đó một tham chiếu rõ ràng về sự xuất hiện của Kane trong Red Alert, tiết lộ rằng bộ phận tình báo của GDI là "InOps" sở hữu của các hình ảnh của Kane mà được chụp bởi đặc vụ của CIA trong thời kỳ năm 1950 của Red Alert .